# Liste der Torschützenkönige der A-League Men

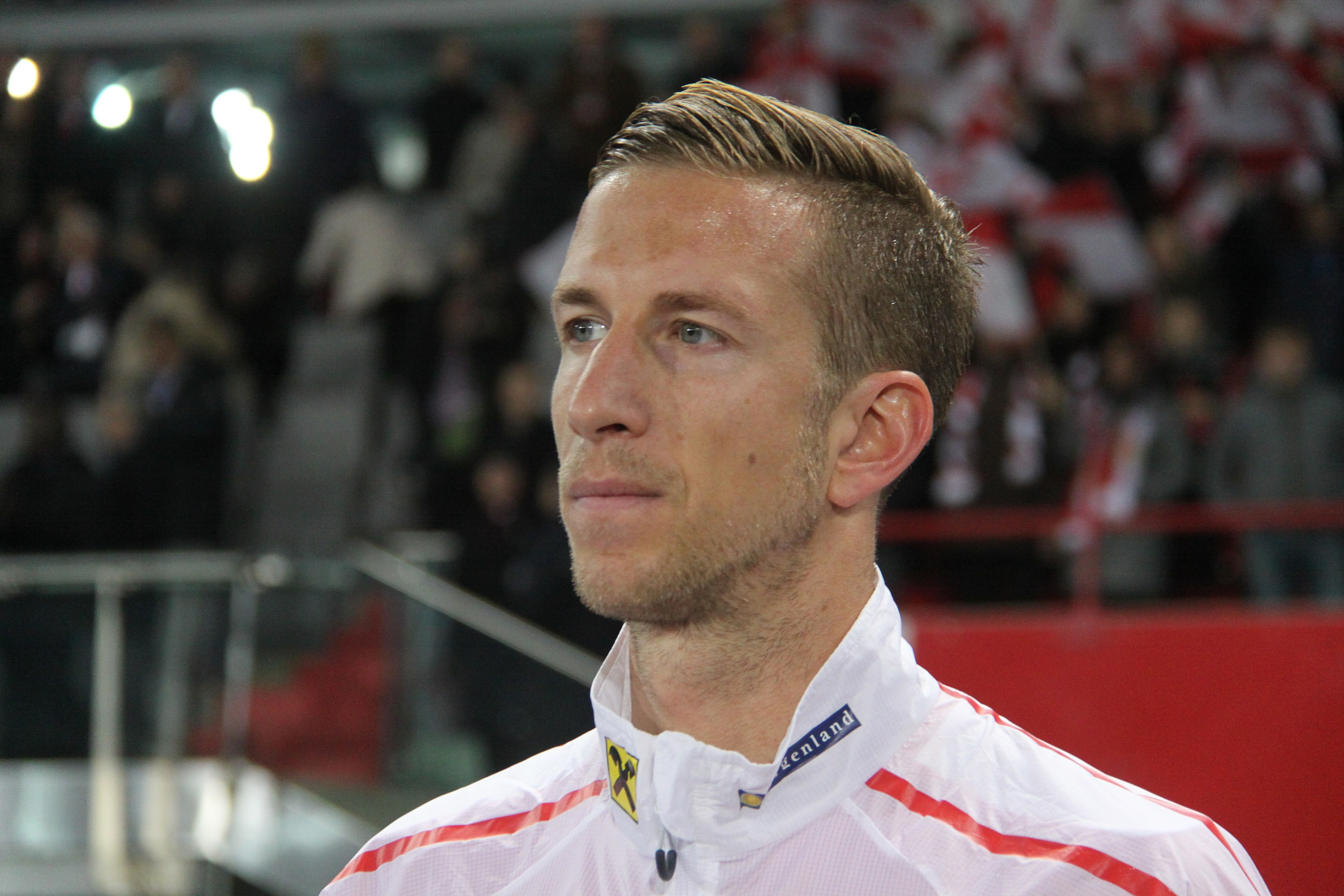
Marc Janko, Torschützenkönig der Saison 2014/15

Diese Liste führt alle Torschützenkönige der A-League Men seit deren Gründung zur Saison 2005/06 auf. Im weiteren Teil werden die erfolgreichsten Spieler und erfolgreichsten Vereine genannt. Torschützenkönig wird derjenige Spieler, der im Verlauf einer Saison, ausgenommen der Finalrunde, die meisten Tore erzielt. Er wird mit dem Golden Boot (aus Sponsorengründen auch Nike Golden Boot genannt) ausgezeichnet. Amtierender Torschützenkönig ist Adam Taggart von Perth Glory. Rekordgewinner mit fünf ist Jamie Maclaren von Melbourne City FC.
In den vergangenen 19 Spielzeiten wurden insgesamt 16 verschiedene Spieler Torschützenkönig der A-League. Erfolgreichster Torschütze in einer Saison ist Bobô, dem in der Spielzeit 2017/18 27 Treffer gelangen. Die ältesten Torschützenkönige waren 2006 der Schotte Stewart Petrie und 2013 Daniel McBreen mit jeweils 36 Jahren, während Adam Taggart 2014 mit 21 Jahren der jüngste war. In der ersten Saison teilten sich gleich vier Spieler den Titel. Fünfmal stammte der Torschützenkönig der A-League aus der Meistermannschaft.
In den ersten vier Spielzeiten spielten acht Vereine an insgesamt 21 Spieltagen. In der Saison 2009/10 sowie in den Spielzeiten 2011/12 bis 2018/19 bestand die A-League Men aus zehn Mannschaften, die jeweils 27 Saisonspiele austrugen. Die Saison 2010/11 fand mit elf Teams und 30 Spieltagen und die Saison 2019/20 ebenfalls mit elf Mannschaften aber nur 26 Spielen statt. Ab der Spielzeit 2020/21 spielten zwölf Vereine bis 2022/23 weiterhin an 26 und seitdem an 27 Spieltagen.

## Liste der Torschützenkönige

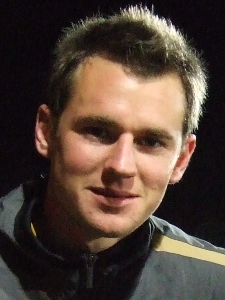
Shane Smeltz (Torschützenkönig 2008/09 und 2009/10)

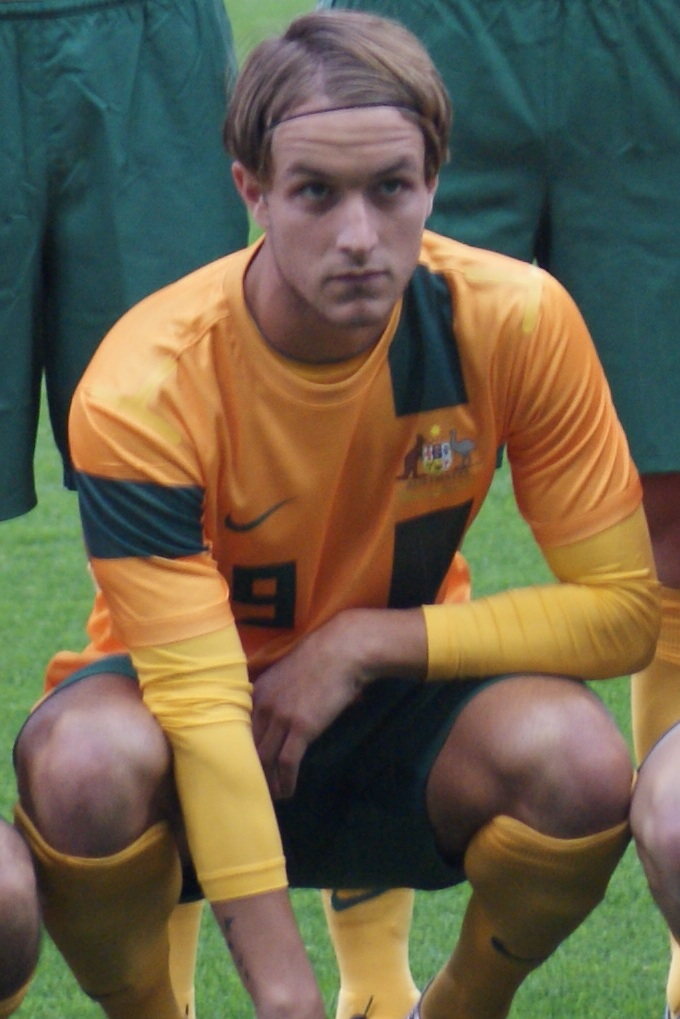
Adam Taggart, jüngster Torschützenkönig

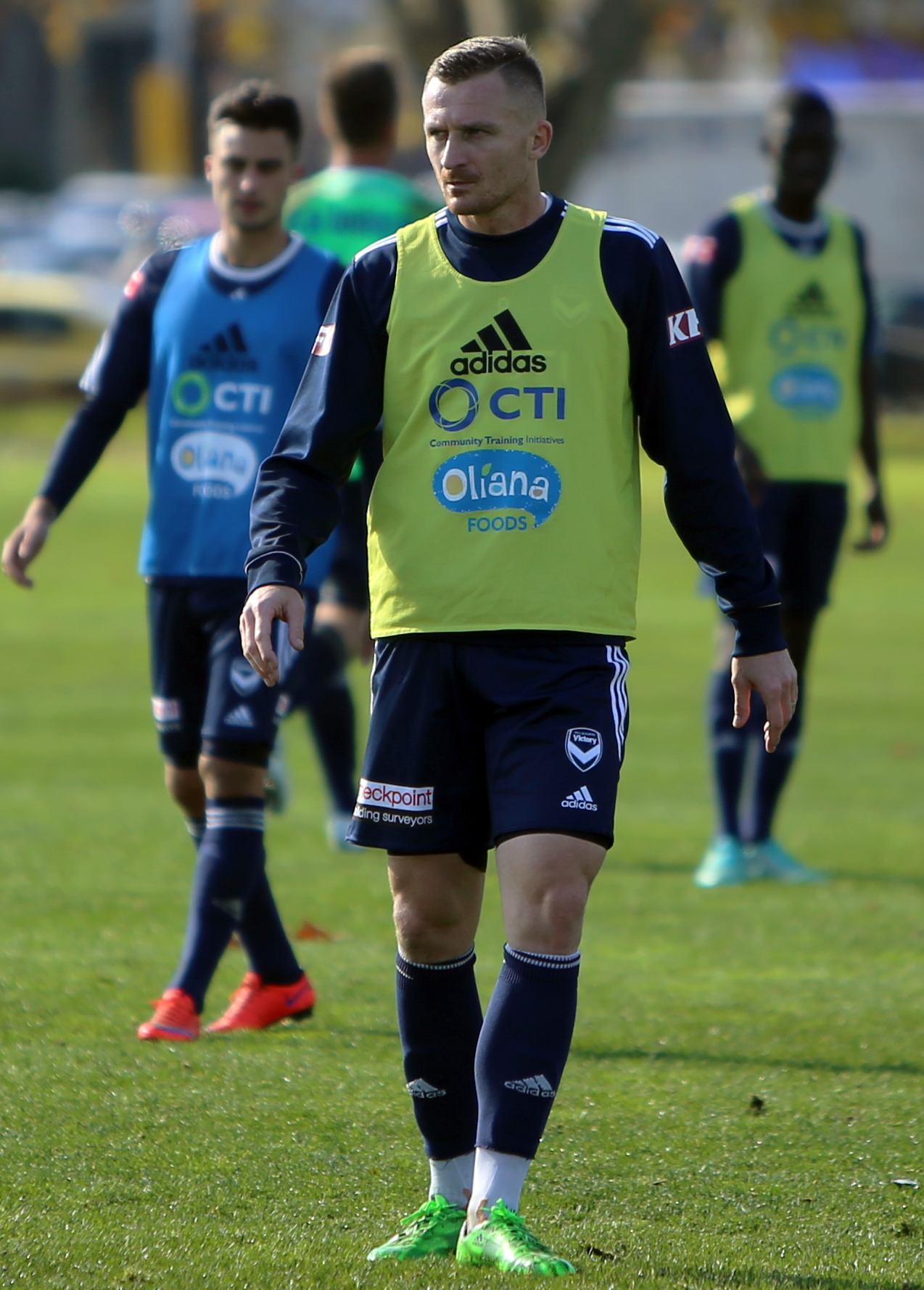
Besart Berisha (Torschützenkönig 2011/12 und 2016/17)

- Name: Fett geschriebene Spielernamen kennzeichnen Spieler, die noch in der A-League aktiv sind, kursiv geschrieben sind weitere noch aktive Spieler
- Alter: Stichtag ist jeweils der 30. Juni.

Farblegende am unteren Ende der Tabelle
| Saison                                                                          | Spieler            | Verein                 | Tore | Spiele | Alter |
| ------------------------------------------------------------------------------- | ------------------ | ---------------------- | ---- | ------ | ----- |
| 2005/06                                                                         | Alex Brosque       | Brisbane Roar          | 08   | 21     | 22    |
| 2005/06                                                                         | Bobby Despotovski  | Perth Glory            | 08   | 19     | 34    |
| 2005/06                                                                         | Stewart Petrie     | Central Coast Mariners | 08   | 19     | 36    |
| 2005/06                                                                         | Archie Thompson    | Melbourne Victory      | 08   | 15     | 27    |
| 2006/07                                                                         | Daniel Allsopp     | Melbourne Victory      | 11   | 20     | 28    |
| 2007/08                                                                         | Joel Griffiths     | Newcastle Jets         | 12   | 19     | 28    |
| 2008/09                                                                         | Shane Smeltz (1)   | Wellington Phoenix     | 12   | 20     | 27    |
| 2009/10                                                                         | Shane Smeltz (2)   | Gold Coast United      | 19   | 25     | 28    |
| 2010/11                                                                         | Sergio van Dijk    | Adelaide United        | 16   | 28     | 28    |
| 2011/12                                                                         | Besart Berisha (1) | Brisbane Roar          | 19   | 26     | 26    |
| 2012/13                                                                         | Daniel McBreen     | Central Coast Mariners | 17   | 25     | 36    |
| 2013/14                                                                         | Adam Taggart (1)   | Newcastle Jets         | 16   | 25     | 21    |
| 2014/15                                                                         | Marc Janko         | Sydney FC              | 16   | 22     | 32    |
| 2015/16                                                                         | Bruno Fornaroli    | Melbourne City FC      | 23   | 27     | 28    |
| 2016/17                                                                         | Besart Berisha (2) | Melbourne Victory      | 19   | 26     | 31    |
| 2016/17                                                                         | Jamie Maclaren (1) | Brisbane Roar          | 19   | 26     | 23    |
| 2017/18                                                                         | Bobô               | Sydney FC              | 27   | 27     | 32    |
| 2018/19                                                                         | Roy Krishna        | Wellington Phoenix     | 18   | 26     | 31    |
| 2019/20                                                                         | Jamie Maclaren (2) | Melbourne City FC      | 22   | 23     | 26    |
| 2020/21                                                                         | Jamie Maclaren (3) | Melbourne City FC      | 25   | 24     | 27    |
| 2021/22                                                                         | Jamie Maclaren (4) | Melbourne City FC      | 15   | 24     | 28    |
| 2022/23                                                                         | Jamie Maclaren (5) | Melbourne City FC      | 24   | 26     | 29    |
| 2023/24                                                                         | Adam Taggart (2)   | Perth Glory            | 20   | 25     | 31    |
| Farblegende: Gewinner der Johnny Warren Medal Australischer Meister Rekordmarke |                    |                        |      |        |       |

### Ranglisten
| Rang | Spieler        | Titel | Jahre                        |
| ---- | -------------- | ----- | ---------------------------- |
| 1    | Jamie Maclaren | 5     | 2017, 2020, 2021, 2022, 2023 |
| 2    | Besart Berisha | 2     | 2012, 2017                   |
|      | Shane Smeltz   | 2     | 2009, 2010                   |
|      | Adam Taggart   | 2     | 2014, 2024                   |

| Rang | Verein                 | Titel |
| ---- | ---------------------- | ----- |
| 1    | Melbourne City FC      | 5     |
| 2    | Brisbane Roar          | 3     |
|      | Melbourne Victory      | 3     |
| 4    | Central Coast Mariners | 2     |
|      | Newcastle Jets         | 2     |
|      | Sydney FC              | 2     |
|      | Wellington Phoenix     | 2     |
|      | Perth Glory            | 2     |
| 9    | Adelaide United        | 1     |
|      | Gold Coast United      | 1     |

| Rang | Land       | Titel |
| ---- | ---------- | ----- |
| 1    | Australien | 13    |
| 2    | Albanien   | 2     |
|      | Neuseeland | 2     |
| 4    | Brasilien  | 1     |
|      | Indonesien | 1     |
|      | Fidschi    | 1     |
|      | Österreich | 1     |
|      | Schottland | 1     |
|      | Uruguay    | 1     |